# Горошек многостебельный
Горошек многостебельный (лат. Vícia multicaulis) — многолетнее травянистое растение рода Горошек (Vicia) семейства Бобовые.

## Ботаническое описание
Корневище у поверхности утолщённое.

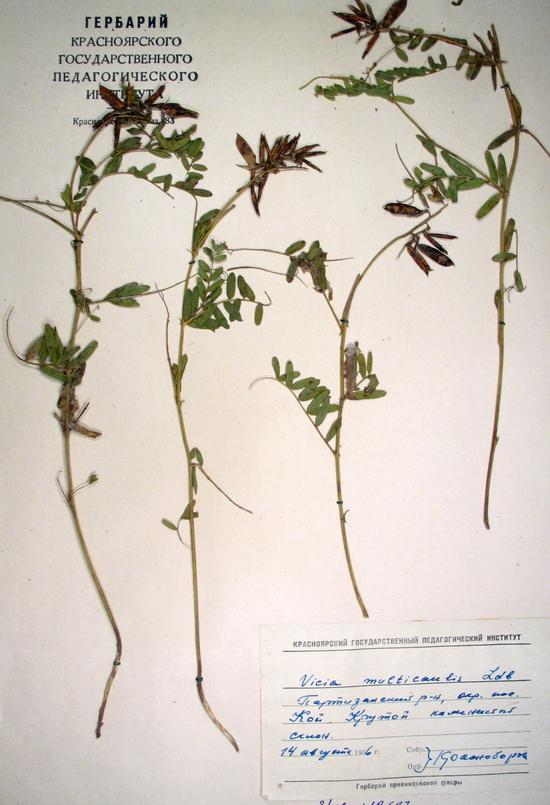
Гербарный экземпляр Горошка многостебельного

Стебли 20—40 см высотой, многочисленные, полулежачие, опушенные, неветвистые. Листья 4—6 — парные; листочки 15—18 мм длиной, 4—6 мм шириной, зеленые, жестковатые, овально-эллиптические, голые или опушенные. Ось листа заканчивается коротким простым усиком, у нижних листьев — коротким загнутым острием. Боковые жилки резко выступают на обеих сторонах листовой пластинки. Прилистники 4—6 мм длиной, полустреловидные, с широким основанием, доли заостренные, с несколькими зубчиками. Цветоносы значительно длиннее листа. Кисть 4—6-цветковая, рыхлая.
Цветоносы значительно длиннее листа. Кисть 4—6-цветковая, рыхлая. Цветки 16—18 мм дл., темно-фиолетовые, лилово-синие. Зубцы чашечки линейно-шиловидные. Нижний зубец равен длине чашечки или немного короче её. Флаг узконоготковый. Пластинка значительно шире ноготка, отогнута от лодочки и превышает её длину на 2—3 мм. Столбик сжат со спинки, нитевидный, равномерно опушенный.
Бобы 20—25 мм длиной, 5—6 мм шириной. Семена темно — коричневые. Рубчик семени равен 1/4 его окружности

## Распространение и экология
Горошек многостебельный растёт на каменистых и щебенистых южных склонах, россыпях камней, в кустарниках, руслах высохших горных рек.
Встречается в Восточном Казахстане, Западной Монголии, Северо-Западном Китае, Республике Алтай, Республике Бурятия, Республике Тыва, Кемеровской области, Республике Хакасия, Алтайском крае, Красноярском крае, Иркутской области, Новосибирской области; Общераспространён в Восточной Сибири, Монголии.

## Использование в медицине
С лечебной целью используются стебли, листья, цветки. В тибетской медицине отвар этого растения применяется при отеках, асците, как гемостатическое.